# Yucca rupicola

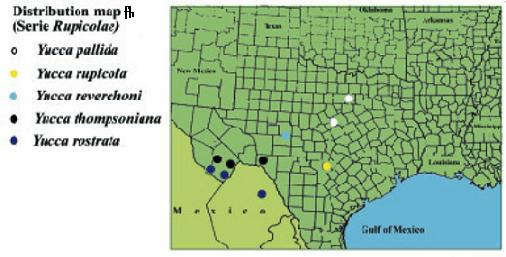
Yucca Serie Rupicolae: Verbreitungsgebiet in den USA

Yucca rupicola (englischer Trivialname: Twist Leaf-Yucca) ist eine Pflanzenart der Gattung der Palmlilien (Yucca) in der Familie der Spargelgewächse (Asparagaceae).

## Beschreibung
Yucca rupicola wächst solitär und stammlos oder bildet kleine Gruppen. Die charakteristischen gedrehten, flexiblen grünen Laubblätter sind 25 bis 60 cm lang, 2 bis 2,5 cm und an der Basis 3 bis 6 cm breit. Sie sind wie alle Vertreter der Sektion Chaenocarpa Serie Rupicolae an den Blatträndern fein gezahnt.
Der über den Blättern beginnende, verzweigte Blütenstand wird 2 bis 3 Meter hoch. Die hängenden, glockenförmigen, weißen bis cremefarbenen Blüten weisen eine Länge von 4 bis 8 cm und einen Durchmesser 2 bis 3,5 cm auf. Die Blütezeit reicht von Mai bis Juni.

## Vorkommen und Systematik
Yucca rupicola ist verwandt mit Yucca pallida einem weiteren Vertreter der Sektion Chaenocarpa Serie Rupicolae. Jedoch hat diese die blauen bis blaugrünen gefärbten Blätter.
Yucca rupicola ist in Mitteleuropa, Deutschland, Mannheim frosthart bis −20 °C. Sie ist in Sammlungen jedoch selten.
Yucca rupicola ist ein Endemit im Südosten des Edward Plateaus in Texas und ist auf kalkhaltigen, steinigen Böden und in Grasland in Höhenlagen zwischen 300 und 800 Metern verbreitet. Diese Art wächst oft vergesellschaftet mit verschiedenen Kakteen-Arten.
Der botanische Name rupicola ist vom lateinischen abgeleitet (engl. „inhabitant“ of rocky plants).
Die Erstbeschreibung durch Adolf Scheele unter dem Namen Yucca rupicola ist 1850 veröffentlicht worden.

## Bilder
Yucca rupicola:

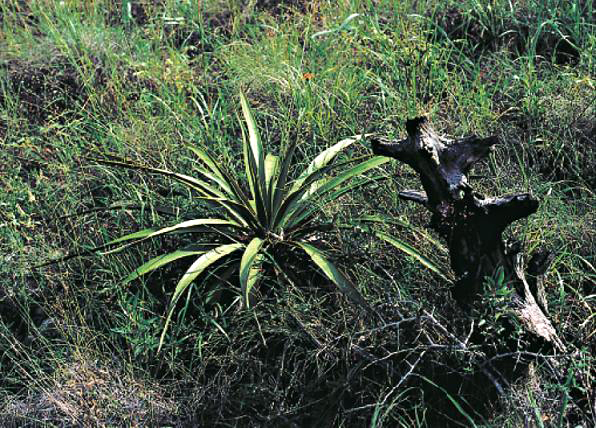
Im Grasland in Texas
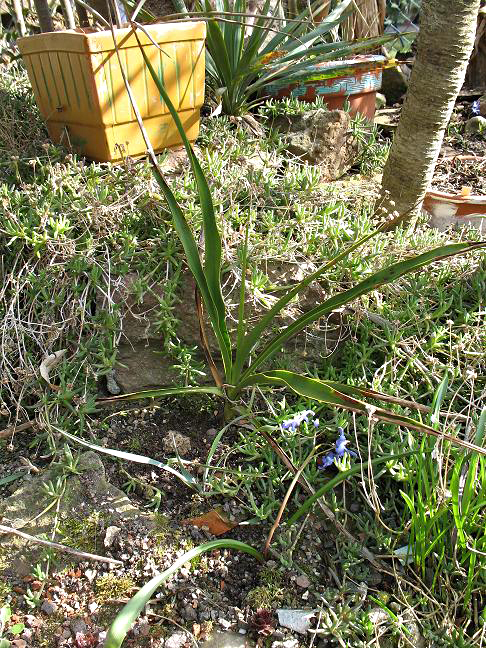
Winterharte Jungpflanze